# Cueca

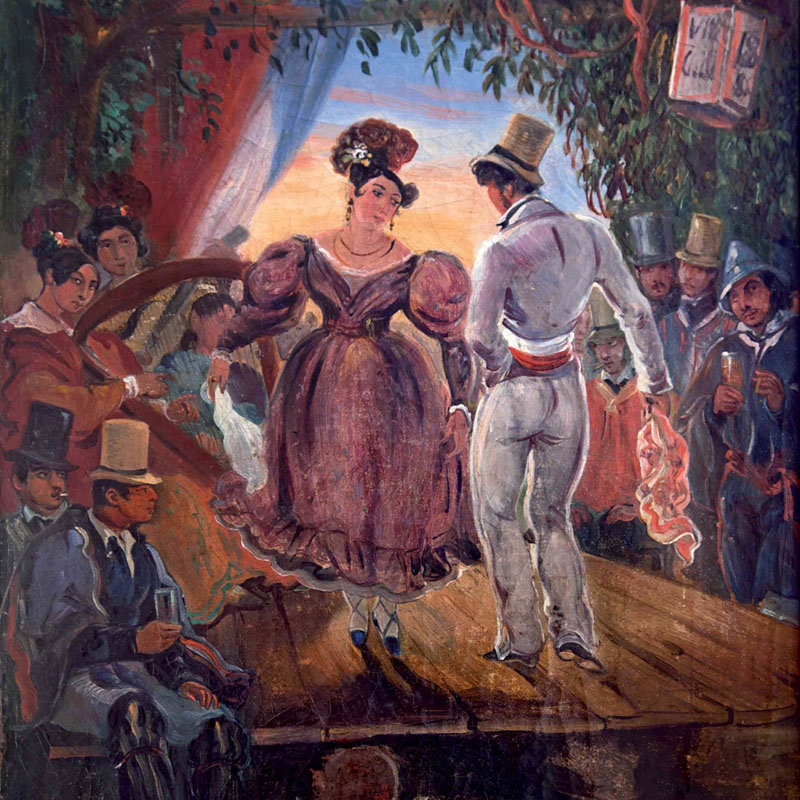
Johann Moritz Rugendas, La cueca, 1843 circa

La cueca è un ballo praticato in America meridionale, in particolare in: Argentina, Bolivia, Cile, Colombia e Perù.

## Origini
Non si conoscono bene le sue vere origini ma si pensa che abbia avuto influenze spagnole o africane. La versione più diffusa sembra derivi dalla zamacueca, un ballo peruviano che rappresenta una variante della danza spagnola di derivazione creola o africana. Si pensa che la zamacueca sia arrivata in Cile e in Argentina dove il nome fu poi distorto e abbreviato continuando a evolversi.
L'interpretazione più comune che viene fatta di questo ballo di piazza è zoomorfica: ripropone il rituale del gallo e della gallina dove il maschio, molto entusiasta e al tempo stesso aggressivo tenta di corteggiare la femmina che è invece molto elusiva e si mantiene sulla difensiva.

## In Bolivia
La Cueca si diffuse in Bolivia provenendo dal Cile e dal Perù all'inizio del XX secolo e ha assunto proprie caratteristiche. È menzionata in varie opere letterarie del paese, inoltre l'inno "Viva mi patria", composta da Apolinar Camacho, è una cueca ed è riconosciuta come secondo inno del paese. Si balla in tutto il paese con variazioni regionali che portano il nome dalle zone di origine: la Cueca Paceña (dal Dipartimento di La Paz), la Cueca Chuquisaqueña (dal Dipartimento di Chuquisaca), la Cueca Potosina (dal Dipartimento di Potosí), la Cueca Cochabambina (dal Dipartimento di Cochabamba), la Cueca Tarijeña e la Cueca Chapaca (entrambe dal Dipartimento di Tarija).

## In Cile

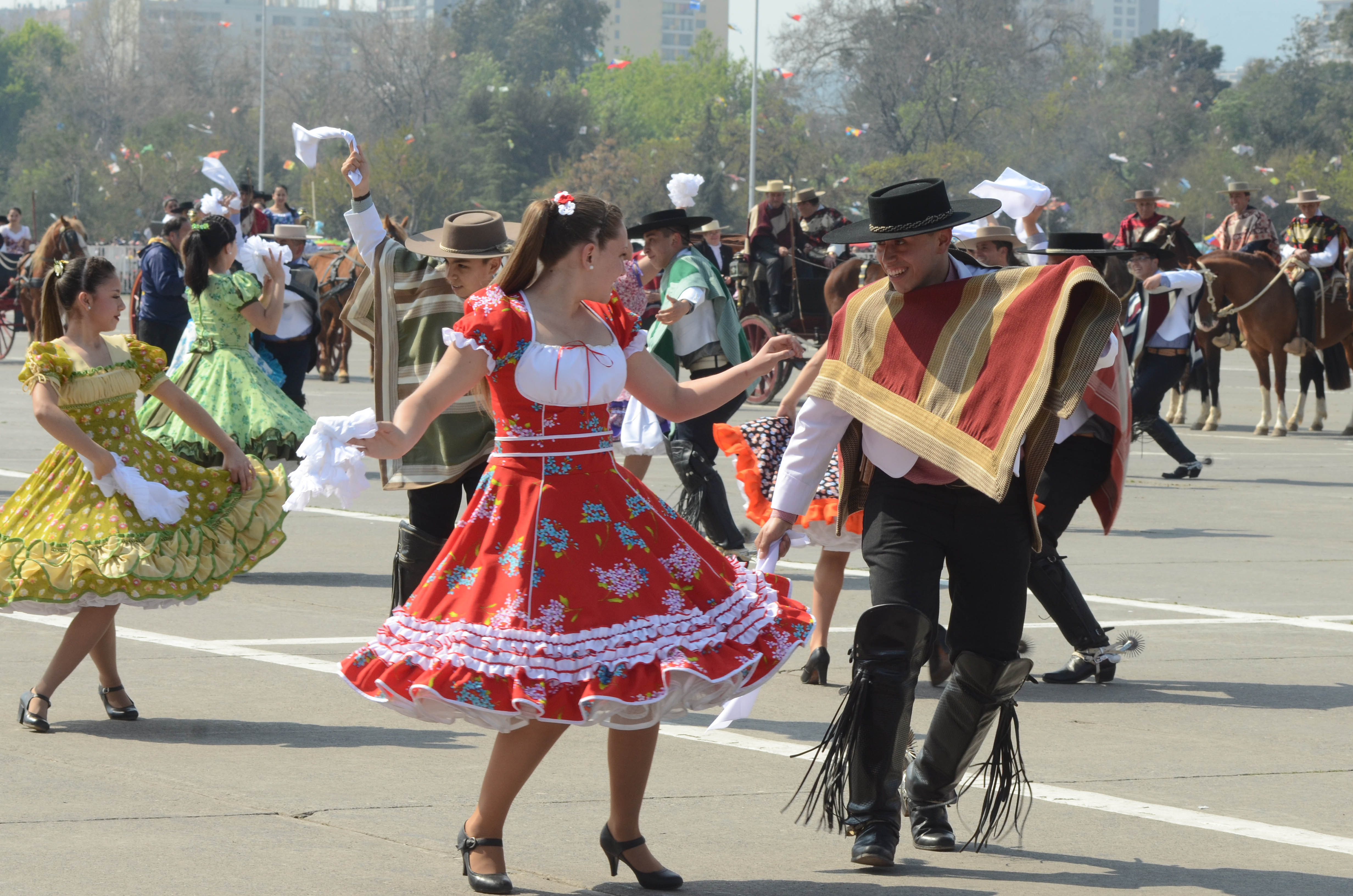
Due cileni ballano la cueca durante una parata militare (2014)

Nonostante la sua presenza a partire dai primi insediamenti spagnoli in Cile, è stato considerato come ballo "ufficiale" del Cile dal 1979.
Anche in questo Paese sono riportate alcune differenze a seconda delle zone geografiche e si conoscono due distinte varianti della cueca tradizionale.

La cueca del nord: in questa versione non c'è il canto ma solo l'accompagnamento musicale di tromba, basso tuba e tamburo.

La cueca di Chiloé: così detta dalla provincia di provenienza; i passi sono brevi e la voce ha un ruolo molto più importante di quello degli strumenti.
Nella città di San Bernardo si svolge l'ultimo sabato di aprile il festival Abril cuecas Mil. Diversi gruppi musicali suonano mille cuecas una dopo l'altra in una maratona che dura più di 30 ore.

## In Perù
In questo paese venne chiamata chilena (cilena) fino alla guerra del Pacifico che vide contrapporsi la coalizione Perù-Bolivia al Cile. Dopodiché venne rinominata in marinera.